# تطفير موجه
التطفير الموجَّه (بالإنجليزية: Directed mutagenesis)‏، هو فرضيَّة تقترح أنَّ الكائنات الحيَّة يمكنها أن تستجيب للضغوط البيئيَّة عن طريق توجيه الطفرات بطريقة خاصَّة لتقويم جينات معيَّنة أو مناطق مُحدَّدة من هذه الجينات.

## تاريخ

### أعمال مبكِّرة
اقترح عالم الأسماك الروسي ليف بيرج حدوث الطفرات الموجَّهة كآلية رئيسيَّة للتطوِّر في كتابه المُضاد للداروينيَّة المعنون «التطوُّر يُحدِّده القانون» والمنشور عام 1922، كانت نظرية بيرغ تقوم على مُركَّبتين معاً على حدٍّ سواء: الطفرة والتقويم، كذلك فقد أُجريت دراسات مُبكرة عن الطفرة الموجَّهة من قبل علماء الوراثة الألمان، وزعم ريتشارد غولدشميدت أنَّه قدَّم أدلة على حدوث طفرة موجهة خلال تجاربه التي أُجريت عام 1929 على ذبابة الفاكهة عند تعرُّضها لدرجات حرارة مرتفعة، وقام فيكتور غولوس (1887-1941) في ثلاثينيَّات القرن الماضي أيضاً بإجراء تجارب على ذبابة الفاكهة وقال بأنَّ النتائج التي خلص إليها تؤكِّد آراء غولدشميدت أي أنَّ هناك أدلة على حدوث طفرات موجَّهة تخالف مبدأ الانتقاء الطبيعي، رغم كلِّ ذلك لم يستطع علماء الوراثة الأمريكيُّون في وقتٍ لاحق من تكرار هذه التجارب والتأكد منها، ولذلك بقيت مفاهيم الطفرات الموجَّهة مجرَّد فرضيات مقارنة بالآلية الداروينية الرئيسيَّة للتطوُّر والتي تقوم على الطفرات التي تحدث بشكل عشوائي وليس موجَّه.

### دراسات حديثة
عادت الأفكار حول الطفرات الموجَّهة لتطفو إلى السطح في عام 1988 عندما اقترحها جون كيرنز الذي كان يدرس جرثومة الإشريكية القولونيَّة غير القادرة على استقلاب اللاكتوز ، حيث نمت هذه الجراثيم في أوساط كان فيها اللاكتوز هو المصدر الوحيد للطاقة، خلال هذه التجربة وجد كيرنز أنَّ معدَّل نمو جراثيم الإشريكيَّة القولونيَّة في أوساط اللاكتوز كان كبيراً بشكلٍ أكثر ممَّا يُتوقع فيما لو كانت الطفرات التي ساعدت عليه هي طفرات عشوائيَّة، وقد ألهمته هذه النتائج لكي يقترح أنَّ الطفرات التي حدثت ومكَّنت الجراثيم من استقلاب اللاكتوز هي في الواقع طفرات موجَّهة.
لاحقاً جاء دعم إضافي لهذه الفرضيَّة من خلال تجارب سوزان روزنبرغ، ثمَّ في جامعة ألبرتا حيث برهنت التجارب على أنَّ الأنزيم الذي يقوم بإعادة إصلاح الحمض النووي recBCD كان ضرورياً لحدوث الطفرات الموجَّهة التي لاحظها كيرنز وزملاؤه عام 1989.
في عام 2002 اعترض باحثون على فرضيَّة الطفرات الموجَّهة من خلال تجارب أوضحت أنَّ هذه الظاهرة كانت بسبب المرونة وقابليَّة التغيُّر التي تؤدي لتعزيز الجين المختار وتضخيمه وبعدها يحدث الانتقاء الطبيعي، بمعنى آخر فهي عمليَّة داروينيَّة نموذجيَّة، ولكن في عام 2007 خلص بحث جديد إلى أنَّ تعزيز الجينات وتضخيمها لا يمكن أن يفسِّر الطفرات التكيفيَّة، وأنَّ الطفرات التي تظهر خلال الأيام القليلة الأولى من الاعتماد على سكر اللاكتوز هي في الحقيقة تنشأ في خطوة واحدة مباشرة فقط وليس وفق تسلسل الطريقة الداروينيَّة القياسيَّة.